# 리처드 토레즈
리처드 토레즈 주니어(영어: Richard Torrez Jr., 1999년 6월 1일~)는 미국의 권투 선수로 2020년 하계 올림픽 슈퍼헤비급에서 은메달을 획득했다.